# Spondylus exilis
Spondylus exilis is een tweekleppigensoort uit de familie van de Spondylidae. De wetenschappelijke naam van de soort is voor het eerst geldig gepubliceerd in 1895 door G.B. Sowerby III.